# Canton de Verdun-sur-le-Doubs
Le canton de Verdun-sur-le-Doubs est un ancien canton français situé dans le département de Saône-et-Loire et la région Bourgogne-Franche-Comté.

## Géographie
Ce canton était organisé autour de Verdun-sur-le-Doubs dans l'arrondissement de Chalon-sur-Saône. Son altitude variait de 172 m (Allerey-sur-Saône) à 208 m (Gergy) pour une altitude moyenne de 194 m.

## Histoire
De 1833 à 1848, les cantons  de Verdun-sur-le-Doubs et de Saint-Martin-en-Bresse avaient le même conseiller général. Le nombre de conseillers généraux était limité à 30 par département.

## Représentation

### Conseillers d'arrondissement (de 1833 à 1940)
| Période                                  | Période      | Identité                     | Étiquette           | Qualité |
| ---------------------------------------- | ------------ | ---------------------------- | ------------------- | --- |
| 1833                                     | 1837         | Jean Baptiste Graillet-Bobet |                     | Propriétaire et négociant à Ciel                                                                            |
| 1837                                     | 1839         | M. Jacquet                   |                     | Juge de paix à Verdun                                                                                       |
| 1839                                     | 1845         | Claude Girard (1775-1846)    |                     | Notaire à Verdun                                                                                            |
| 1845                                     | 1848         | M. Paccard                   |                     | Propriétaire à Verdun                                                                                       |
| 1848                                     | 1855 (décès) | Claude Laroze                |                     | Propriétaire, maire de Gergy                                                                                |
| 1855                                     | 1864         | Jean Hippolyte Fondet        |                     | Président du Tribunal civil de Chalon, propriétaire à Pontoux                                               |
| 1864                                     | 1871         | M. Constantin                | Candidat recommandé | |
| 1871                                     | 1877         | Benjamin Lapin               |                     | Propriétaire à Verdun                                                                                       |
|                                          |              |                              |                     | |
| 1880                                     | 1886         | Jean-Baptiste Xerxès Bernard | Républicain         | Géomètre, maire de Verdun                                                                                   |
| 1886                                     | 1889 (décès) | Louis Lavirotte              | Républicain         | Conducteur des Ponts et Chaussées en retraite, adjoint au maire de Chalon-sur-Saône                         |
| 17 mars 1889                             | 1892         | André Perrin                 | Républicain         | Propriétaire à Bragny-sur-Saône                                                                             |
| 1892                                     | 1895         | Claude Philibert Quanet      |                     | Propriétaire, maire de Verjux                                                                               |
| 1895                                     | 1914 (décès) | Pierre Mazuet                | Républicain         | Maire de Gergy                                                                                              |
| 1914                                     | 1919         | siège vacant                 |                     | |
| 1919                                     | 1937         | Louis Ménétrier (1872-1951)  | Radical             | Minotier, cultivateur, maire de Verdun                                                                      |
| 1937                                     | 1940         | Robert Anciaux (1891-1969)   | PSF                 | Vétérinaire, conseiller municipal de Verdun                                                                 |
| 1940                                     |              |                              |                     | Les conseils d'arrondissement ont été suspendus par la loi du 12 octobre 1940 et n'ont jamais été réactivés |
| Les données manquantes sont à compléter. |              |                              |                     | |

### Conseillers généraux de 1833 à 2015
| Période | Période          | Identité                          | Étiquette   | Qualité |
| ------- | ---------------- | --------------------------------- | ----------- | --- |
| 1833    | 1836             | Claude Camille Perret             |             | Maire d'Écuelles |
| 1836    | 1852             | Jean-Baptiste Graillet-Bobet      |             | Propriétaire et négociant à Ciel, conseiller d'arrondissement |
| 1852    | 1869 (décès)     | Louis Gauriot (1801-1869)         |             | Notaire, maire de Verdun-sur-le-Doubs |
| 1869    | 1871             | Jean Hippolyte Fondet (1818-1902) |             | Ancien Président du Tribunal civil de Chalon Propriétaire à Pontoux, ancien conseiller d'arrondissement                                                                                             |
| 1871    | 1877 (démission) | Ernest Benoist                    |             | Propriétaire à Gergy |
| 1877    | 1879 (décès)     | Benjamin Lapin (1832-1879)        |             | Propriétaire à Verdun-sur-le-Doubs, conseiller d'arrondissement |
| 1879    | 1892             | Jean Félix Loranchet              | Républicain | Médecin, maire de Gergy, député (1883-1889) |
| 1892    | 1910             | André Perrin                      | Rad.        | Propriétaire Maire de Bragny-sur-Saône, conseiller d'arrondissement |
| 1910    | 1919             | Ernest Magnien                    | Rad.        | Capitaine de l'armée coloniale en retraite Maire de La Villeneuve |
| 1919    | 1940             | Charles Borgeot                   | Rad.        | Agriculteur Président du Conseil Général (1934-1940) Maire de Clux Sénateur (1929-1940) Membre de la Commission administrative de Saône-et-Loire (1941-1942) Nommé conseiller départemental en 1942 |
|         |                  |                                   |             | |
| 1945    | 1962 (décès)     | Charles Borgeot                   | Rad.        | Président du Conseil Général (1949-1951 et 1952-1962) Maire de Clux Ancien Sénateur (1929-1940) |
| 1962    | 2001             | Maurice Duvernois                 | RI puis UDF | Directeur de coopérative agricole à Verdun-sur-le-Doubs Conseiller régional Maire de Verdun-sur-le-Doubs                                                                                            |
| 2001    | 2008             | Jean-Pierre Guénot                | DL puis DVD | Garagiste Maire de Verdun-sur-le-Doubs |
| 2008    | 2015             | Jean-Paul Diconne                 | PS          | Enseignant Maire d'Allerey-sur-Saône (1983-2020) Elu en 2015 dans le Canton de Gergy |

## Composition
Le canton de Verdun-sur-le-Doubs regroupait 22 communes et comptait 10 636 habitants (recensement de 2008 sans doubles comptes).
| Communes                  | Population (2012) | Code postal | Code Insee |
| ------------------------- | ----------------- | ----------- | ---------- |
| Allerey-sur-Saône         | 752               | 71350       | 71003      |
| Les Bordes                | 98                | 71350       | 71043      |
| Bragny-sur-Saône          | 587               | 71350       | 71054      |
| Charnay-lès-Chalon        | 178               | 71350       | 71104      |
| Ciel                      | 702               | 71350       | 71131      |
| Clux                      | 105               | 71270       | 71138      |
| Écuelles                  | 207               | 71350       | 71186      |
| Gergy                     | 2 514             | 71590       | 71215      |
| Longepierre               | 175               | 71270       | 71262      |
| Mont-lès-Seurre           | 153               | 71270       | 71315      |
| Navilly                   | 417               | 71270       | 71329      |
| Palleau                   | 188               | 71350       | 71341      |
| Pontoux                   | 228               | 71270       | 71355      |
| Saint-Gervais-en-Vallière | 386               | 71350       | 71423      |
| Saint-Loup-Géanges        | 1497              | 71350       | 71443      |
| Saint-Martin-en-Gâtinois  | 118               | 71350       | 71457      |
| Saunières                 | 83                | 71350       | 71504      |
| Sermesse                  | 209               | 71350       | 71517      |
| Toutenant                 | 187               | 71350       | 71544      |
| Verdun-sur-le-Doubs       | 1 137             | 71350       | 71566      |
| Verjux                    | 495               | 71590       | 71570      |
| La Villeneuve             | 220               | 71270       | 71578      |

## Démographie
| 1962  | 1968  | 1975  | 1982  | 1990  | 1999  | 2008   |
| ----- | ----- | ----- | ----- | ----- | ----- | ------ |
| 8 116 | 8 509 | 8 062 | 8 337 | 8 363 | 8 967 | 10 636 |